# Cantón de Soleura
El cantón de Soleura (SO, en alemán Solothurn, en francés Soleure, en italiano Soletta y en romanche Soloturn) es un cantón del noroccidente de Suiza cuya capital es la ciudad de Soleura.

## Geografía
El cantón de Soleura está ubicado en la parte noroeste de Suiza, limita al oeste con el Cantón de Jura, al oeste y al sur con el de Berna, al este con Argovia y al norte con el de Basilea-Campiña. 
Sus tierras están bañadas por el río Aar lo que le da un panorama principalmente plano, sin olvidar las montañas del Jura. 
La superficie total del cantón es de 791 km².

## Historia
El cantón está constituido por los territorios adquiridos por su capital, por lo que la forma del cantón es irregular, sobre todo porque tiene dos exclaves que limitan con Francia y que están separados del resto del cantón.
Entre 1798 y 1803 el cantón formó parte de la República Helvética. En 1803 Soleura fue uno de los 19 cantones suizos que fueron reconstituidos por Napoleón en el Acta de mediación.
Aunque la población en esa época era estrictamente católica, el cantón de Soleura no se unió al movimiento separatista católico (Sonderbund) en 1845. Igualmente, aprobó la constitución federal de 1848 y 1874. La actual constitución del cantón data de 1887, y fue revisada en 1895.

## Economía
A finales del siglo XIX, la agricultura era la principal actividad económica, actualmente es aún importante, aunque los sectores manufactureros y de servicios han cobrado mayor importancia en las últimas décadas. Las industrias del cantón están especializadas en la producción de: relojes, joyas, textiles, papel, cemento y suministros de automoción. Hasta no hace mucho tiempo la industria del calzado era importante, pero fue a la quiebra debido a la competencia exterior.
En el cantón se encuentra una de las cinco centrales nucleares de Suiza, cerca de Gösgen, que entró en servicio en 1979.
Ingresos (en millones de CHF): 9 874 CHF.

## Transportes
El cantón tiene una posición muy ventajosa en comparación a la mayoría de los demás cantones suizos, tanto con los ferrocarriles como con las autopistas. El cantón cuenta con un importante nudo ferroviario en Olten, paso obligado para los trenes que circulan entre Ginebra, Zúrich, Berna, Basilea y hacia el cantón del Tesino vía Lucerna.

## Demografía
La población es de unos 250.000 (habitantes 2006), principalmente de lengua alemana. Cerca del 60% son católicos y el 40% protestantes. 

## Distritos

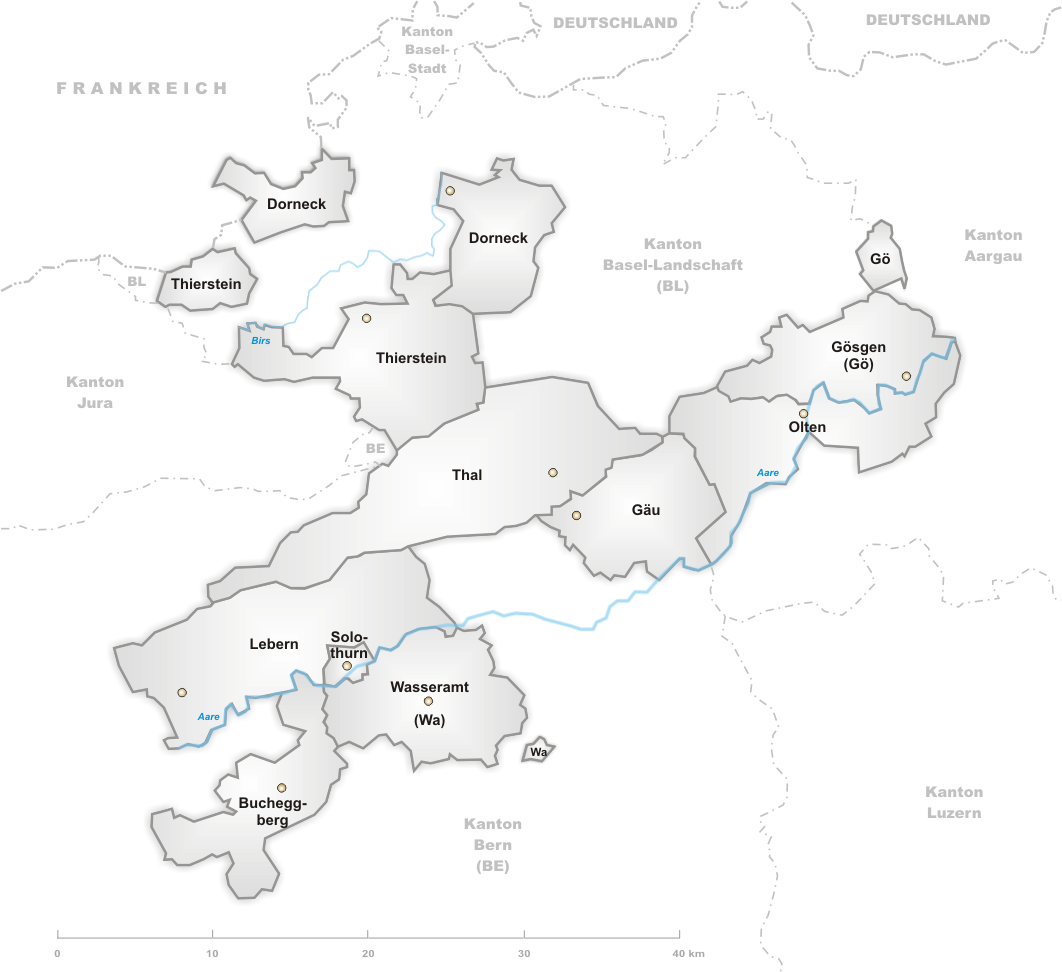
Distritos del Cantón de Soleura.

El cantón de Soleura está dividido en diez distritos, que se han asociado de a dos para crear circunscripciones electorales:
- Distrito de Bucheggberg, que forma la circunscripción electoral de Wasseramt-Bucheggberg
- Distrito de Dorneck, que forma la circunscripción electoral de Dorneck-Thierstein
- Distrito de Gäu, que forma la circunscripción electoral de Thal-Gäu
- Distrito de Gösgen, que forma la circunscripción electoral de Olten-Gösgen
- Distrito de Lebern, que forma la circunscripción electoral de Soleura-Lebern
- Distrito de Olten, que forma la circunscripción electoral de Olten-Gösgen
- Distrito de Soleura, que forma la circunscripción electoral de Soleura-Lebern
- Distrito de Thal, que forma la circunscripción electoral de Thal-Gäu
- Distrito de Thierstein, que forma la circunscripción electoral de Dorneck-Thierstein
- Distrito de Wasseramt, que forma la circunscripción electoral de Wasseramt-Bucheggberg

## Comunas
El cantón de Soleura se encuentra dividido en 125 comunas, de las cuales sólo tres son ciudades:
- Olten, 16.801 habitantes (2005)
- Grenchen, 15.951 habitantes (2005)
- Soleura, 15.261 habitantes (2005)

- Datos: Q11929
- Multimedia: Canton of Solothurn / Q11929